# Ambewad, Aland
Ambewad là một làng thuộc tehsil Aland, huyện Gulbarga, bang Karnataka, Ấn Độ.